# Ramón de Quintana
Ramón de Quintana Dalmau (Gerona, 6 febbraio 1972) è un allenatore di calcio ed ex calciatore spagnolo, di ruolo difensore.